# Reda (tekstilmølle)
Reda Group  er en italiensk klædemølle, der fremstiller uldstoffer. Den blev grundlagt i 1865 af Carlo Reda og ligger i Valdilana, i den historiske Biella-region.

## Historie
Lanificio Carlo Reda e figli (Carlo Reda og Sønners Uldmølle) blev grundlagt i 1865 i Valle Mosso, i provinsen Biella af Carlo Reda, der startede firmaet fra en gammel mølle. Firmaet blev drevet videre af hans søn Giovanni indtil Luigi Botto overtog i 1919.
Efter selskabets faciliteter (kendt som Successori Reda) blev totalt ødelagt i 1968 under store oversvømmelser blev firmaet genetableret. I 1993 købte Reda sin første gård i New Zealand, og selskabet ejer nu tre gåre: Otamatapaio (1993), Rugged Ridges (1997) og Glenrock (2003), med sammenlagt knap 30.000 hektar og 30.000 får.
I 2015 fejrede Reda sit 150-års jubilæum i samarbejde med The Woolmark Company med en rejsende udstilling og en fotobog skabt af Magnum Photos.
I april 2018 blev firmaet, der på dette tidspunkt var ejet af fjerde generation af Botto Poala-familien, købt af Comero, en klædemølle i Gattinara (Vercelli) og som er specialiseret i tekstil til herre- og dametøj.
Redas produktion er fordelt i tre linjer: Reda 1865 (klassiske tekstiler), Reda Active til teknisk sportstøj og Reda Flexo, der benytter ROICA™ V550 polymer. Det er et af de få tekstilfirmaer i verden, som styrer hele produktionslinjen fra opdræt af får til de færdige tekstiler.
I 2020 blev Reda det første tekstilfirma i Italien, og et af de første på verdensplan, der modtog B Corporation certificering, som gives på baggrund af social og miljømæssige parametre.